# تشاك هيغينز
تشاك هيغينز (بالإنجليزية: Chuck Higgins)‏ هو معلم موسيقى أمريكي، ولد في 17 أبريل 1924 في غاري في الولايات المتحدة، وتوفي في 14 سبتمبر 1999 في لوس أنجلوس في الولايات المتحدة بسبب سرطان الرئة.

## وصلات خارجية
- تشاك هيغينز على موقع ميوزك برينز (الإنجليزية)
- تشاك هيغينز على موقع أول ميوزيك (الإنجليزية)
- تشاك هيغينز على موقع ديسكوغز (الإنجليزية)